# Mắm cáy
Mắm cáy là loại mắm làm từ con cáy, một loại cua nhỏ sống chủ yếu ở vùng duyên hải Việt Nam. Mắm cáy có màu nâu đỏ, hương vị đặc trưng, là món ăn dân dã của vùng duyên hải đồng bằng Bắc Bộ.
Nhiều địa phương miền bắc Việt Nam nổi tiếng với loại mắm này như Hải Phòng, Hải Dương, Quảng Ninh, Thanh Hoá, Thái Bình,, Hà Nam, Phú Thọ... được đánh giá là một nét độc đáo của ẩm thực Việt Nam.

## Cách làm
Mắm cáy có 2 loại chính là mắm cáy trong và mắm cáy xổi.

### Nguyên liệu
Nguyên liệu chính là cáy, muối trắng, thính gạo và có thể thêm một ít men rượu.

### Cách làm
Mắm cáy trong người ta chỉ chế biến cáy sơ, làm sạch và ủ với muối trong các chum lớn, thời gian ủ kéo dài hàng năm, nước mắm trong suốt, có màu vàng cánh kiến đặc trưng.
Mắm cáy xổi làm từ cáy sau khi được làm sạch, để ráo nước, lột yếm, bóc trứng, người ta xay hoặc giã cáy cho thật nhuyễn trong cối đá, rồi trộn muối (theo tỉ lệ 3 bơ cáy - 1 bơ muối), bóp kỹ. Sau đó, cho vào lọ sành hay chum vại, ủ kín ở nơi khô ráo thoáng mát, tránh để ruồi nhặng bâu hay nước mưa lẫn vào mắm. Khoảng mươi ngày sau, đem lọ mắm ra phơi. Ban ngày phơi nắng, ban đêm phơi sương, phơi chừng một tuần thì ngấu. Khi ngấu, người ta trộn thêm thính gạo và một ít men rượu loại ngon. Men rượu có tác dụng khử mùi hôi của cáy và tạo mùi thơm cho mắm cáy.

## Các món ăn sử dụng mắm cáy
Mắm cáy có thể sử dụng để nêm nếm vào canh nấu với 1 trong các loại rau cải hoặc hòa mắm với tỏi ớt bằm nhuyễn, bột ngọt, nước chanh quậy tan đều dùng để chấm các món động vật và thực vật luộc, hay món gỏi, dưa chua hoặc có thể ăn trực tiếp với cơm. Phổ biến nhất là:
- Chấm rau, củ quả luộc: cách sử dụng phổ biến nhất của mắm cáy là dùng làm nước chấm cho các loại sau củ quả luộc như (rau muống, rau khoai lang, rau dền,...), dưa muối, cà muối chấm mắm cáy.[11]
- Bún mắm cáy: Bún ăn với mắm cáy, thịt ba chỉ luộc, giò lụa, và ít rau kinh giới.